# Озель, Юнус
Юнус Озель (род. 18 августа 1987, Сакарья) — турецкий борец греко-римского стиля, бронзовый призёр чемпионата Европы, серебряный призёр чемпионата мира.

## Карьера
В финале чемпионата мира 2014 года в Ташкенте Озель проиграл россиянину Чингизу Лабазанову со счетом 3:1 и стал серебряным призёром.
На Европейских играх 2015 года в Баку в 1/16 финала проиграл представителю Белоруссии Павлу Ляху и выбыл из дальнейшей борьбы.
В 2016 году на квалификационном турнире в Стамбуле не смог отобраться для участия в летних Олимпийских играх 2016 года в Рио-де-Жанейро.